# Jill Scott (fotbollsspelare)

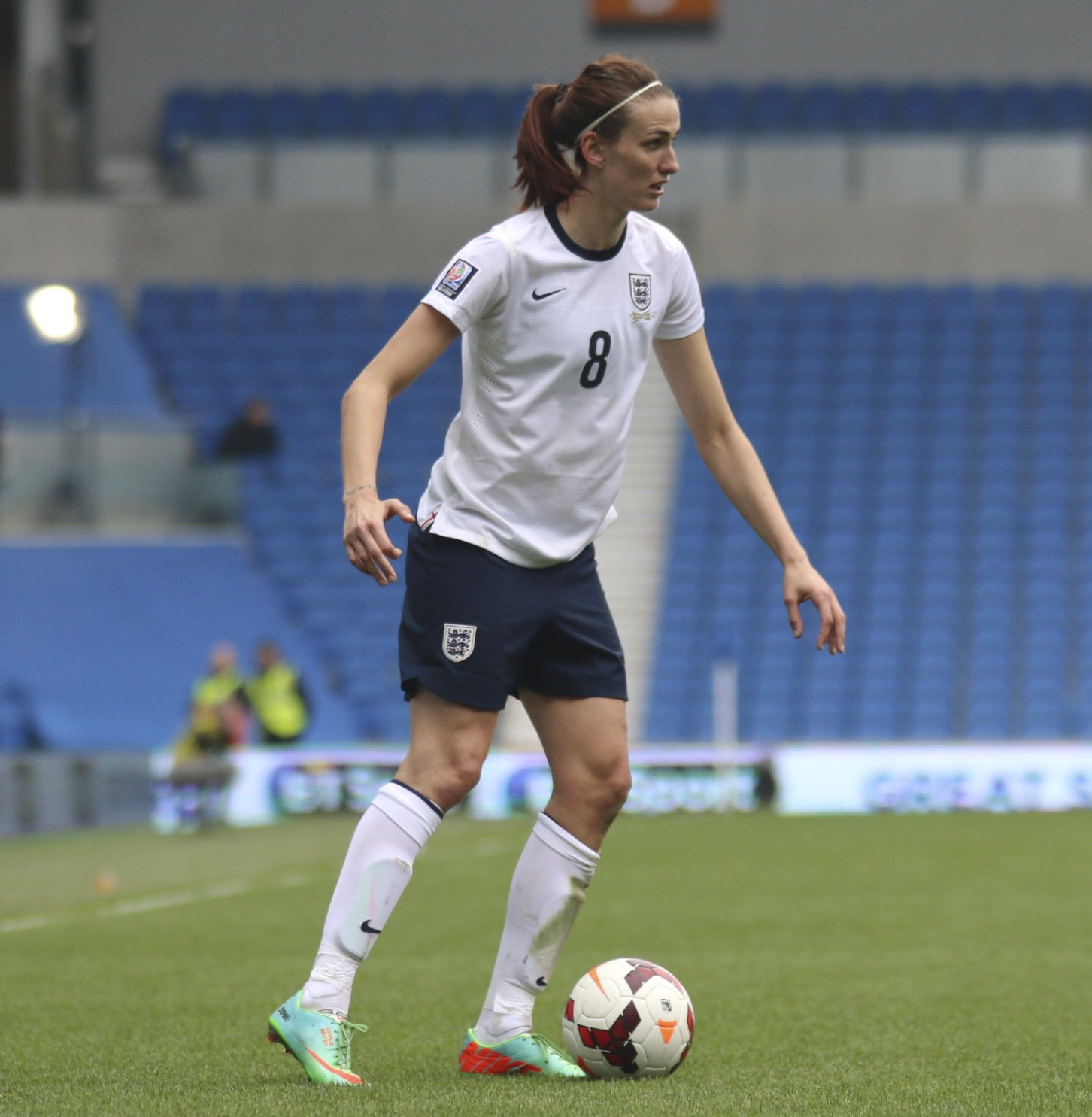
Jill Scott under en match mot Montenegro 2014.

Jill Louise Scott, född 2 februari 1987 i Sunderland i Storbritannien, är en engelsk fotbollsspelare som spelar för Manchester City. Hon spelar även för Englands landslag.
I november 2013 skrev Scott på för Manchester City WFC efter att ha spelat för Everton LFC sedan 2006.
I mars 2020 meddelade Scott sin förlovning med sin långvariga partner Shelley Unitt.